# 住友生命こども絵画コンクール
住友生命こども絵画コンクール（すみともせいめい こどもかいが コンクール）は、住友生命保険がメセナ（企業福利厚生活動）の一環として、1977年より毎年行われている児童向けの公募絵画展である。
住友生命では、子供たちの才能の発掘支援を通して、心豊かな成長を応援しようと、この絵画コンクールを開催しており、述べ1000万点を超える児童からの応募作品が寄せられた。2000年度からは、入賞・優秀作品が、フランスのルーブル美術館に寄贈され、展覧会に出品されている。また、国際連合児童基金（ユニセフ）の協賛を取り付けており、応募の際、住友生命のセールスマンから配られる応募用画用紙1枚につき1円、また出品作を応募するにあたっても1点につき10円を日本ユニセフ協会を通して寄付する。

## 応募方法
- 応募資格　基本的に0歳から小学校6年生まで。ただしコンピュータグラフィックスの部門に限り、中学校1－3年生も対象に加える。
- 毎年テーマを決めて公募し、以下の年代別に審査を行う。
  - 幼児・0－4歳部門
  - 幼児・5－6歳（未就学児童）部門
  - 小学校1・2年生部門
  - 小学校3・4年生部門
  - 小学校5・6年生部門
  - コンピュータグラフィックス部門
- 応募作品は住友生命のセールスマンが配布する専用の応募用紙を使って作品を描く。コンピュータグラフィックス部門はA4サイズの画用紙に出力してもよい。作品のデータ化（CD-ROMなど）したもの、画像の2次利用=他の絵画展などへの二重投稿、アニメキャラクターなどを含めた著作権・肖像権にかかわるような作品は不可。住友生命関係者の応募については制限はない。
- 作品の提出は住友生命のセールスマンへ直接手渡しのみで、郵送・電子メールでの応募は不可。

## 審査の流れ
これらの応募作品は、全国各地の住友生命支社・支店などで行われる地方審査会に集められる。締め切りは地域にもよるが夏休み期間中の7-9月となっており、この地方審査会の優秀作品は、10月に行われる全国審査会に送られる。
全国審査会では、特別賞（特選）、金賞、銀賞、銅賞、秀作賞がそれぞれ発表され、その審査の結果は主催者のホームページを通して発表するとともに、優秀作品受賞者には賞状と副賞の旅行券、または図書カードが贈呈されるとともに、全国各地で行われる展覧会に出品。さらに上記入賞作品のうち、特別賞、金賞、銀賞の作品についてはルーブル美術館に寄贈され、翌年春に行われる展覧会に出品される特典が与えられる。

## 出展
- こども絵画コンクール